# Kolonáki
Kolonáki (en grec moderne : Κολωνάκι, signifiant en français : petite colonne, du nom de celle qui se trouve place Kolonakíou) est un quartier du centre d’Athènes à l'architecture néoclassique. Il s'étend de la place Sýntagma au versant sud-ouest du Lycabette.

S'y trouvent également quelques grands musées tels le musée Benaki, le musée d'art cycladique Goulandrís, le musée de l'histoire du costume grec traditionnel et le musée du Théâtre grec, le musée byzantin et le musée de la Guerre d’Athènes sur l'avenue Vasilíssis Sofías et le réservoir d'Hadrien.
Les oppositions sociales dans un immeuble bourgeois du quartier sont le sujet du film Kolonaki, zéro de conduite (Κολωνάκι διαγωγή μηδέν), réalisé par Stelios Zografakis (1967).

## Galerie

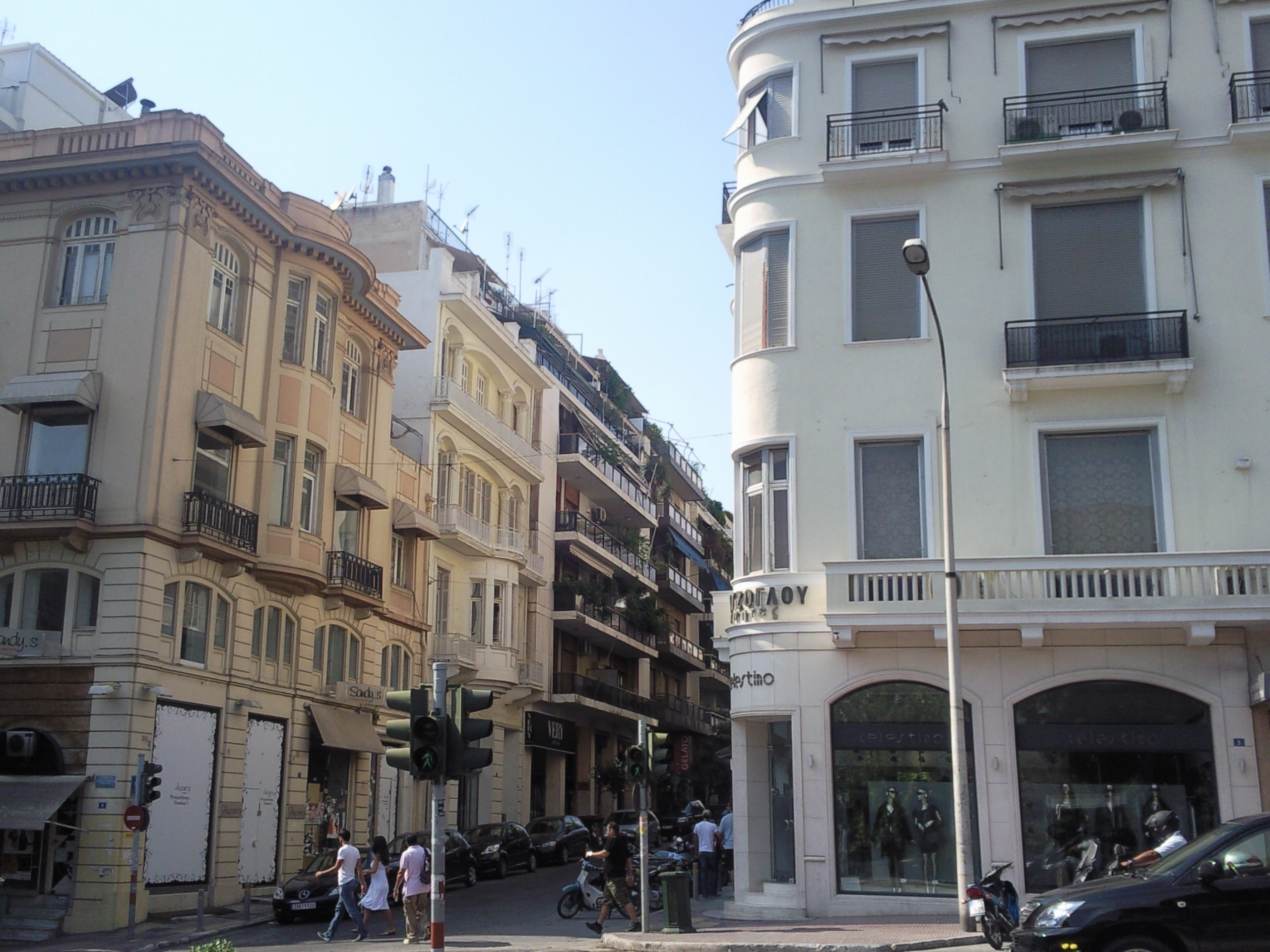
Place Kolonakiou
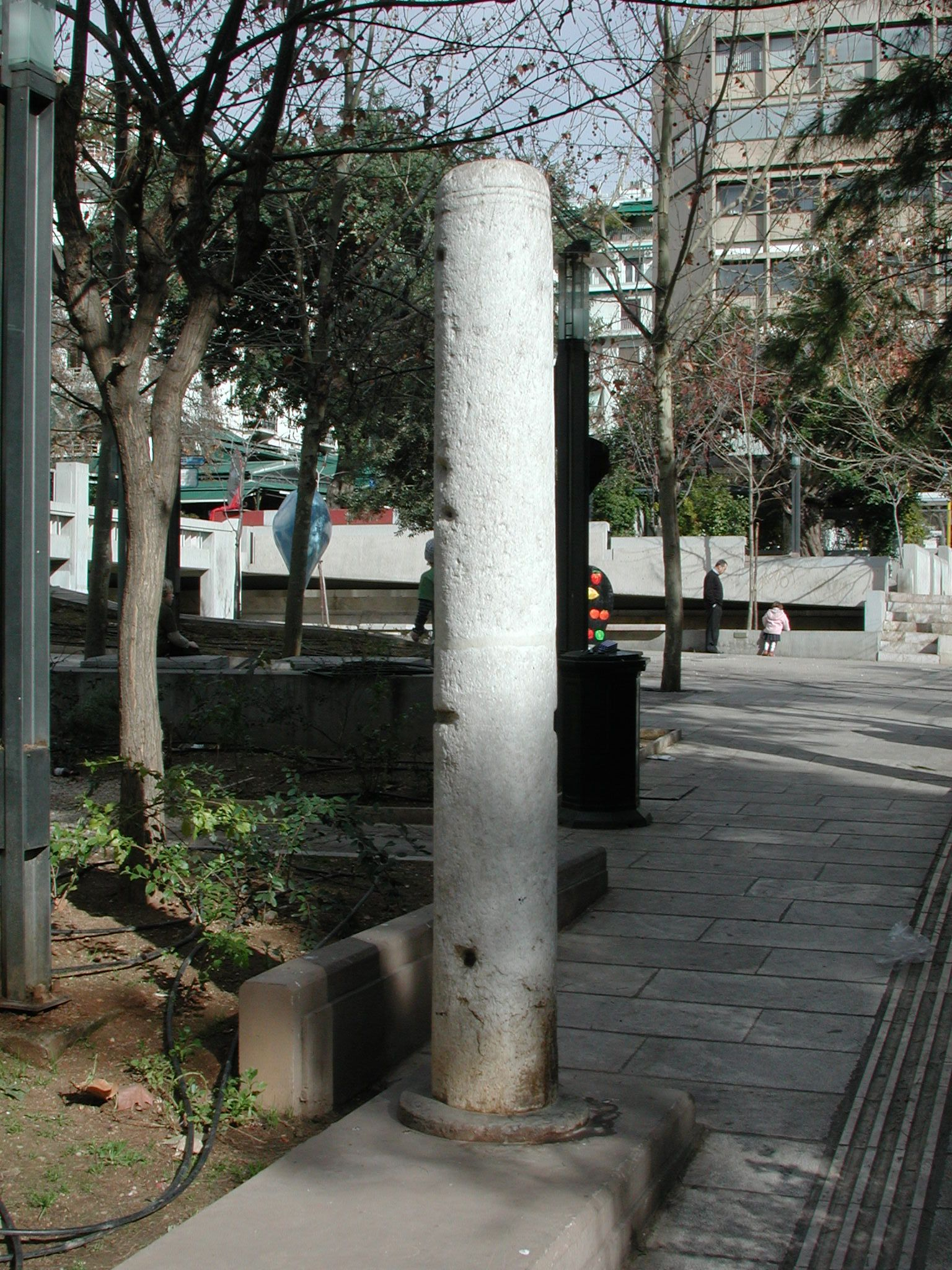
La colonne qui donne son nom au quartier.

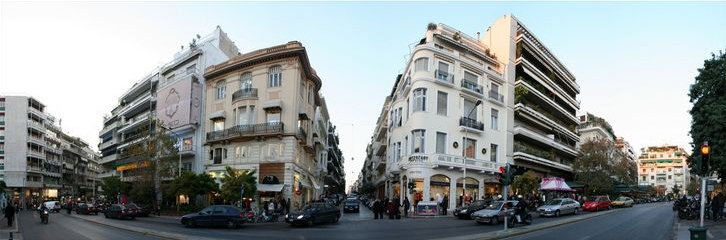
Vue panoramique de Kolonáki